# Viva la vie
Viva la vie er en fransk film fra 1984, instrueret af Claude Lelouch. 

## Skuespillere og roller
- Charlotte Rampling - Catherine Perrin
- Michel Piccoli - Michel Perrin
- Jean-Louis Trintignant - François Gaucher
- Évelyne Bouix - Sarah Gaucher
- Charles Aznavour - Edouard Takvorian
- Laurent Malet - Laurent Perrin
- Tanya Lopert - Julia
- Raymond Pellegrin - Barret
- Charles Gérard - Charles
- Anouk Aimée - Anouk
- Myriam Boyer - Pauline
- Patrick Depeyrrat - Taxidriver
- Marilyne Even - A Witness
- Philippe Laudenbach - Professor Sternberg